# Оксид-хлорид празеодима(III)
Оксид-хлорид празеодима(III) — неорганическое соединение, 
оксосоль празеодима и соляной кислоты
с формулой PrOCl,
кристаллы.

## Получение
- Разложение кристаллогидрата хлорида празеодима(III) при нагревании:

{\displaystyle {\mathsf {PrCl_{3}\cdot 7H_{2}O\ {\xrightarrow {100-350^{o}C}}\ PrOCl+2HCl+6H_{2}O}}}

## Физические свойства
Оксид-хлорид празеодима(III) образует кристаллы
тетрагональной сингонии,
пространственная группа P 4/nmm,
параметры ячейки a = 0,4054 нм, c = 0,6786 нм, Z = 2,
структура типа PbFCl.

## Химические свойства
- Разлагается при нагревании на воздухе при температуре 440-665°С[1].